# 19. ročník udílení Critics' Choice Movie Awards
19. ročník udílení Critics' Choice Movie Awards se konal 16. ledna 2014 na letišti v Santa Monice v Kalifornii. Ceremoniál moderovala Aisha Tyler.

## Vítězové a nominovaní
Nominace byly oznámeny 16. prosince 2013. Tučně jsou zvýrazněni vítězové.
| Nejlepší film | Nejlepší režisér | Nejlepší herec |
| --- | --- | --- |
| - 12. let v řetězech - Špinavý trik - Kapitán Phillips - Klub poslední naděje - Gravitace - Ona - V nitru Llewyna Davise - Nebraska - Zachraňte pana Bankse - Vlk z Wall Street                                                                                         | - Alfonso Cuarón – Gravitace - Paul Greengrass – Kapitán Phillips - Spike Jonze – Ona - Steve McQueen – 12 let v řetězech - David O. Russell – Špinavý trik - Martin Scorsese – Vlk z Wall Street | - Matthew McConaughey – Klub poslední naděje - Christian Bale – Špinavý trik - Chiwetel Ejiofor – 12 let v řetězech - Tom Hanks – Kapitán Phillips - Robert Redford – Vše je ztraceno                                                    |
| Nejlepší herečka | Nejlepší herec ve vedlejší roli | Nejlepší herečka ve vedlejší roli |
| - Cate Blanchettová – Jasmíniny slzy - Sandra Bullock – Gravitace - Judi Denchová – Philomena - Brie Larson – Dočasný domov - Meryl Streepová – Blízko od sebe - Emma Thompsonová – Zahraňte pana Bankse                                                                | - Jared Leto – Klub poslední naděje - Barkhad Abdi – Kapitán Phillips - Daniel Brühl – Rivalové - Bradley Cooper – Špinavý trik - Michael Fassbender – 12 let v řetězech - James Gandolfini – A dost! | - Lupita Nyong'o – 12 let v řetězech - Scarlett Johanssonová – Ona - Jennifer Lawrenceová – Špinavý trik - Julia Robertsová – Blízko od sebe - June Squibb – Nebraska - Oprah Winfreyová – Komorník                                      |
| Nejlepší mladý herec/herečka | Nejlepší obsazení | Nejlepší původní scénář |
| - Adèle Exarchopoulos – Život Adele - Asa Butterfield – Enderova hra - Liam James – Nezapomenutelné prázdniny - Sophie Nélisse – Zlodějka knih - Tye Sheridan – Bahno z Mississippi                                                                                     | - Špinavý trik - 12 let v řetězech - Blízko od sebe - Komorník - Nebraska - Vlk z Wall Street | - Spike Jonze – Ona - Woody Allen – Jasmíniny slzy - Joel a Ethan Coen – V nitru Llewyna Davise - Bob Nelson – Nebraska - Eric Warren Singer a David O. Russell – Špinavý trik                                                           |
| Nejlepší adaptovaný scénář | Nejlepší animovaný film | Nejlepší akční film |
| - John Ridley – 12 let v řetězech - Steve Coogan a Jeff Pope – Philomena - Tracy Letts – Blízko od sebe - Richard Linklater, Ethan Hawke a Julie Delpy – Před půlnocí - Billy Ray – Kapitán Phillips - Terence Winter – Vlk z Wall Street                               | - Ledové království - Croodsovi - Já, padouch 2 - Univerzita pro příšerky - Zvedá se vítr | - Na život a na smrt - Hunger Games: Vražedná pomsta - Iron Man 3 - Rivalové - Star Trek: Do temnoty |
| Nejlepší herec v akčním filmu | Nejlepší herečka v akčním filmu | Nejlepší sci-fi/fantasy film |
| - Mark Wahlberg – Na život a na smrt - Henry Cavill – Muž z oceli - Robert Downey Jr. – Iron Man 3 - Brad Pitt – Světová válka Z | - Sandra Bullock – Gravitace - Jennifer Lawrenceová – Hunger Games: Vražedná pomsta - Evangeline Lilly – Hobit: Šmakova dračí poušť - Gwyneth Paltrow – Iron Man 3 | - Gravitace - V zajetí démonů - Star Trek: Do temnoty - Světová válka Z |
| Nejlepší filmová komedie | Nejlepší herec ve filmové komedii | Nejlepší herečka ve filmové komedii |
| - Špinavý trik - A dost! - Drsňačky - Apokalypsa v Hollywoodu - Nezapomenutelné prázdniny - U Konce světa | - Leonardo DiCaprio – Vlk z Wall Street - Christian Bale – Špinavý trik - James Gandolfini – A dost! - Simon Pegg – U Konce světa - Sam Rockwell – Nezapomenutelné prázdniny | - Amy Adamsová – Špinavý trik - Sandra Bullock – Drsňačky - Greta Gerwig – Frances Ha - Julia Louis-Dreyfus – A dost! - Melissa McCarthy – Drsňačky                                                                                      |
| Nejlepší dokument | Nejlepší cizojazyčný film | Nejlepší filmová architektura |
| - 20 Feet from Stardom - Způsob zabíjení - Černý zabiják - Příběhy, které vyprávíme - Tim's Vermmer | - Život Adele - Způsob zabíjení - Velká nádhera - Hon - Wadjda | - Catherina Martin, Beverly Dunn – Velký Gatsby - K.K. Barrett, Gene Serdena – Ona - Dan Hennah, Ra Vincent – Hobit: Šmakova dračí poušť - Andy Nicholson, Rosie Goodwin – Gravitace - Adam Stockhausen, Alice Baker – 12 let v řetězech |
| Nejlepší návrh kostýmů | Nejlepší masky | Nejlepší vizuální efekty |
| - Catherine Martin – Velký Gatsby - Michael Wilikinson – Špinavý trik - Bob Buck, Lesley Burkes-Harding, Ann Maskrey, Richard Taylor – Hobit: Šmakova dračí poušť - Patricia Norris – 12 let v řetězech - Daniel Orlandi – Zachraňte pana Bankse                        | - Špinavý trik - 12 let v řetězech - Hobit: Šmakova dračí poušť - Komorník - Rivalové | - Gravitace - Hobit: Šmakova dračí poušť - Iron Man 3 - Pacific Rim - Útok na Zemi - Star Trek: Do temnoty |
| Nejlepší skladatel | Nejlepší písnička | Nejlepší kamera |
| - Steven Price – Gravitace - Arcade Fire – Ona - Thomas Newman – Zachraňte pana Bankse - Hans Zimmer – 12 let v řetězech | - „Let it Go“ – Robert Lopez a Kristen Anderson-Lopez – Ledové království - „Atlas“ – Coldplay – Hunger Games: Vražedná pomsta - „Happy“ – Pharrell Williams – Já, padouch 2 - „Ordinary Love“ – U2 – Mandela: Dlouhá cesta ke svobodě - „Please Mr. Kennedy“ – Ed Rush, George Cromarty, T-Bone Burnett, Justin Timberlake, Joel Coena a Ethan Coen – V nitru Llewyna Davise - „Young and Beautiful“ – Lana Del Ray – Velký Gatsby | - Emmanuel Lubezki – Gravitace - Sean Bobbitt – 12 let v řetězech - Roger Deakins – Zmizení - Bruno Delbonnel – V nitru Llewyna Davise - Phedon Papamichael – Nebraska                                                                   |
| Nejlepší střih | | |
| - Alfonso Cuarón a Mark Sanger – Gravitace - Alan Baumgarten, Jay Cassidy a Crispin Struthers – Špinavý trik - Daniel P. Hanley a Mike Hill – Rivalové - Christopher Rouse – Kapitán Phillips - Thelma Schoonmaker – Vlk z Wall Street - Joe Walker – 12 let v řetězech | | |